# Åke Sandgren
Åke Sandgren (* 13. Mai 1955 in Umeå, Schweden) ist ein dänisch-schwedischer Filmregisseur, Drehbuchautor und Filmproduzent.

## Leben
Sandgren studierte von 1976 bis 1979 Philosophie und Filmwissenschaften an der Universität Stockholm. Anschließend zog er nach Dänemark, wo er von 1979 bis 1982 an der Filmhochschule Den Danske Filmskole Regie studierte. Seit seinem Abschluss arbeitete er sowohl für den schwedischen als auch für den dänischen Film. Zu seinen erfolgreichsten Filmen zählen die Dramen Valby – Das Geheimnis im Moor, Die Schleuder und Fluerne på væggen, für die er jeweils mit dem dänischen Filmpreis Robert und schwedischen Filmpreis Guldbagge entweder ausgezeichnet oder dafür nominiert wurde.

## Filmografie (Auswahl)
- 1984: Fahrrad-Symphonie (Cykelsymfonien)
- 1989: Valby – Das Geheimnis im Moor (Miraklet i Valby)
- 1993: Die Schleuder (Kådisbellan)
- 2001: Ein richtiger Mensch (Et rigtigt menneske)
- 2003: Reconstruction
- 2005: Fluerne på væggen
- 2007: Wen man liebt (Den man älskar)
- 2009: Headhunter
- 2009: Superbror

## Auszeichnungen
Guldbagge
- 1990: Beste Drehbuch für Valby – Das Geheimnis im Moor
- 1990: Beste Regie für Valby – Das Geheimnis im Moor
- 1994: Nominierung für das Beste Drehbuch für Die Schleuder
- 1994: Nominierung für die Beste Regie für Die Schleuder

Robert
- 1990: Bestes Originaldrehbuch für Valby – Das Geheimnis im Moor
- 2006: Nominierung für das Beste Originaldrehbuch für Fluerne på væggen
- 2006: Nominierung für die Beste Regie für Fluerne på væggen

Erik Ballings Reisestipendium
- 2009: Auszeichnung mit dem Erik Ballings Reisestipendium für sein Verdienst um den dänischen Film